# Радосница
Радосница је врста намјенског албума за чување успомена новорођенчета. 
Она је најчешће налик фотографском албуму који поред џепова за фотографије садржи и мјеста за чување прамена бебине косе, први извађени зуб и друго везано за развој бебе. У радосницу се уписује датум и вријеме рођења дјетата, затим тежина, боја очију и косе. Најчешће фотографије у радосници су први снимци мајке и бебе са порођаја, први кораци, прво купање и слично.